# Roberto Riccardi
Roberto Riccardi (Bari, 21 gennaio 1966) è un generale e scrittore italiano.
Generale di Brigata dell'Arma, attualmente dirige il Dipartimento Audit e Innovazione presso il Comando generale. Ha pubblicato diversi libri, ottenendo importanti riconoscimenti di critica.
Nella sua produzione artistica alterna per lo più classici gialli e noir (probabilmente di ispirazione autobiografica) a volumi che gravitano sull'attualità e sui temi storici, fra i quali ricorre la Shoah.

## Biografia

### Attività militare
Ha abbracciato in giovane età la carriera militare, come allievo del corso 1981/84 della Scuola militare "Nunziatella" di Napoli. Successivamente ha frequentato l'Accademia militare di Modena e la Scuola ufficiali carabinieri. Ha conseguito le lauree in giurisprudenza e scienze della sicurezza.
Ha svolto mansioni operative nell'Arma dei Carabinieri in Sicilia, Calabria, Lazio, Toscana, Trentino Alto Adige e nei Balcani. Giornalista pubblicista, è stato anche direttore della rivista Il Carabiniere, fino al 2014. Quell'anno diviene comandante provinciale dei carabinieri a Livorno. Nel 2016 è Capo Ufficio stampa del Comando Generale dell’Arma. Nel settembre 2019 viene destinato al vertice del Comando carabinieri per la tutela del patrimonio culturale. Nel settembre 2022 prende il comando della Legione Trentino-Alto Adige dei Carabinieri. Dall'ottobre 2024 è Capo Dipartimento Audit e Innovazione presso il Comando Generale dell'Arma. 

### Attività letteraria
Nel 2007 vara il concorso letterario per racconti inediti Carabinieri in Giallo.
Nel 2008 i tipi dell'Eura Editoriale pubblicano la serie a fumetti Unità Speciale, da lui ideata. La sceneggiatura è opera dello stesso Riccardi, in collaborazione con la scrittrice Cinzia Tani e il regista Massimo Guglielmi. In seguito sarà ideatore e unico sceneggiatore della serie a fumetti per bambini Carabimbo, pubblicata nel periodico Garfield da Editoriale Aurea.  
Nel 2009 esce il suo primo libro, Sono stato un numero, narrazione autentica della vita di Alberto Sed, un ebreo romano sopravvissuto alla tragedia di Auschwitz. Per questo testo riceve il Premio Acqui Storia e il Premio Narrativa per ragazzi (secondo classificato) all'interno del Premio Adei-Wizo, patrocinato dall'Associazione donne ebree d'Italia. Al libro si ispirerà il documentario Mediaset Finchè avrò voce firmato da Alessandro Martinelli e Andrea Quattrini, in cui è intervistato lo stesso Riccardi. 
Nel medesimo anno esce il giallo Legame di sangue, che vale all'autore il Premio Tedeschi.
Nel 2010 è testimonial del concorso letterario GialloLatino, all'omonima antologia partecipa con il racconto La giustizia degli uomini.
Nel 2011 firma sull'antologia Camicie rosse, storie nere il racconto L'angelo dei poveri e un'intervista ad Andrea Camilleri.
Nel 2012 ritorna il tema dello sterminio ebraico ne La foto sulla spiaggia, accreditato di Menzione di merito per la Narrativa italiana al Premio Roma  e scelto per l'iniziativa nazionale destinata alle scuole #ioleggoperché. 
Sempre del 2012 è il thriller Undercover. Niente è come sembra, imperniato sulle gesta di infiltrati che combattono il narcotraffico, vincitore dei premi Mariano Romiti, Azzeccagarbugli e Biblioteche di Roma.
Nel 2013 con lo stesso protagonista esce Venga pure la fine, che tocca il conflitto avvenuto in Bosnia alla fine del ventesimo secolo, candidato al premio Strega 2014, insignito ai festival del noir di Serravalle (con il premio Roberto Santini) e di Suio Terme.      
Ancora nel 2013 pubblica per Giuntina, insieme a Giulia Spizzichino, La farfalla impazzita, biografia della donna che, familiare di 7 vittime delle Fosse Ardeatine, ha compiuto il viaggio in Argentina che porterà all'estradizione e al processo di Erich Priebke, ufficiale fra i protagonisti della rappresaglia. Dal libro sarà liberamente tratta la fiction omonima, interpretata da Elena Sofia Ricci.     
Nel 2015 il tenente Liguori torna nel romanzo La firma del puparo, ambientato a Palermo, che tratta la lotta a Cosa Nostra.
Nel 2016 il saggio Il prezzo della fedeltà, dedicato al sacrificio del brigadiere Giuseppe Giangrande, ferito in servizio davanti a Palazzo Chigi in occasione dell'insediamento del nuovo governo. Il libro si aggiudica il Premio Piersanti Mattarella.
Il 2017 (La notte della rabbia) ripropone il noir, su uno sfondo che rievoca la stagione degli anni di piombo e introduce un nuovo personaggio, il colonnello Leone Ascoli.
Nel 2018 Riccardi cura Carabinieri per la democrazia, saggio sulle vittime dell'Arma nella lotta al terrorismo, che porta insieme alla sua le firme di Giovanni Bianconi, Piero Colaprico, Andrea Galli, Carlo Lucarelli, Massimo Lugli e Valerio Varesi.
Nel 2019 è la volta di Detective dell'arte, per Rizzoli, che tocca le indagini tese al recupero dei beni culturali.
Nel 2021 firma Un cuore da campione, che racconta la vita di Ludwig Guttmann, considerato padre delle paralimpiadi.

## Opere
- Sono stato un numero. Alberto Sed racconta, Giuntina, 2009
- Legame di sangue, Giallo Mondadori, 2009
- La foto sulla spiaggia, Giuntina, 2012
- I condannati, Giallo Mondadori, 2012
- Undercover. Niente è come sembra, E/o, 2012
- La farfalla impazzita, con Giulia Spizzichino, Giuntina, 2013
- Venga pure la fine, E/o, 2013
- La firma del puparo, E/o, 2015
- Il prezzo della fedeltà, Mondadori, 2016
- La notte della rabbia, Einaudi Stile Libero, 2017
- Carabinieri per la democrazia, con altri autori, Mondadori, 2018
- Detective dell’arte, Rizzoli, 2019
- Un cuore da campione, Giuntina, 2021

## Premi letterari
- Acqui Storia (2009)
- Tedeschi (2009)
- Adei-Wizo (2010)
- Roma (2012)
- Mariano Romiti (2013)
- Azzeccagarbugli (2013)
- Biblioteche di Roma (2014)
- Piersanti Mattarella (2016)
- Apoxiomeno (2018)